# Black and Blue
Black and Blue är ett studioalbum av The Rolling Stones lanserat 1976. Det är gruppens första album efter att gitarristen Mick Taylor hoppat av och även det första med Ron Wood, som blev officiell medlem mot slutet av inspelningarna. Wood spelar dock inte gitarr på alla av skivans låtar. På "Hot Stuff" och "Memory Motel" spelar Harvey Mandel gitarr, och på "Hand of Fate" och "Fool to Cry" spelar Wayne Perkins. Billy Preston medverkar också på elorgel på flertalet av albumets låtar. Balladen "Fool to Cry" blev skivans största hitsingel, men även den mer funkinspirerade "Hot Stuff" blev en mindre singelhit. Musikkritiker var inte alltför positiva till albumet när det kom och menade bland annat att det var substanslöst.

## Låtlista
Låtar utan angiven upphovsman skrivna av Jagger/Richards.
Sida 1
1. "Hot Stuff" - 5:21
2. "Hand of Fate" - 4:27
3. "Cherry Oh Baby (Eric Donaldson) - 3:57
4. "Memory Motel" - 7:09

Sida 2
1. "Hey Negrita" - 4:59
2. "Melody" - 5:49
3. "Fool to Cry" - 5:05
4. "Crazy Mama" - 4:34

## Listplaceringar
| Lista (1976)   | Position          |
| -------------- | ----------------- |
| Danmark        | 15 (DR "Top 20")  |
| Finland        | 17                |
| Frankrike      | 1                 |
| Kanada         | 2 (RPM)           |
| Nederländerna  | 1                 |
| Norge          | 2 (VG-lista)      |
| Nya Zeeland    | 4                 |
| Storbritannien | 2                 |
| Sverige        | 6 (Topplistan)    |
| USA            | 1 (Billboard 200) |
| Västtyskland   | 15                |
| Österrike      | 4                 |